# Barkuhi
Barkuhi är en ort i Indien.   Den ligger i distriktet Chhindwāra och delstaten Madhya Pradesh, i den centrala delen av landet, 700 km söder om huvudstaden New Delhi. Barkuhi ligger 811 meter över havet och antalet invånare är 18 000.
Terrängen runt Barkuhi är platt åt sydost, men åt nordväst är den kuperad. Runt Barkuhi är det tätbefolkat, med 257 invånare per kvadratkilometer. Närmaste större samhälle är Parāsia, 5,6 km öster om Barkuhi. Trakten runt Barkuhi består till största delen av jordbruksmark.